# Chaetostoma sericeum
Chaetostoma sericeum es una especie de pez de la familia Loricariidae.

## Morfología
Los machos pueden llegar alcanzar los 5 cm de longitud total.

## Distribución y hábitat
Es un pez de agua dulce.
Se encuentran en la cuenca del río Ampiyacu, en Perú.